# Säynäjäluoma
Säynäjäluoma är en sjö i kommunen Kuusamo i landskapet Norra Österbotten i Finland. Sjön ligger 258 meter över havet. Arean är 46 hektar och strandlinjen är 4,29 kilometer lång. Sjön  ingår i Ijo älvs huvudavrinningsområde.   Den ligger omkring 210 kilometer öster om Uleåborg och omkring 660 kilometer norr om Helsingfors. 